# Vĩnh Định, Long Nham
Vĩnh Định (chữ Hán giản thể: 永定区) là một quận thuộc địa cấp thị Long Nham, tỉnh Phúc Kiến, Cộng hòa Nhân dân Trung Hoa. Quận này có diện tích 2216 ki-lô-mét vuông, dân số 470.000 người. Mã số bưu chính là 364100. Chính quyền quận đóng ở trấn Phong Thành. Về mặt hành chính, quận này được chia thành 10 trấn, 14 hương.
- Trấn: Phượng Thành, Khảm Thị, Hạ Dương, Phủ Thị, Cao Pha, Hồ Lôi, Hồ Hàng, Tháp Phong, Phong Thị, Long Đàm.
- Hương: Thành Giao, Tiên Sư, Hồng Sơn, Hồ Sơn, Ký Lĩnh, Đại Khê, Cổ Trúc, Hổ Cương, Đường Bảo, Hợp Khê, Kim Sa, Tây Khê, Trần Đông, Cao Thật.